# Montaubé
Montaubé is een plaats in het Franse departement Meuse in de gemeente Azannes-et-Soumazannes.